# Finestra di Bedretto
La Finestra di Bedretto indica un tunnel scavato e utilizzato durante la costruzione della Galleria di base della Furka. Inizia a metà circa della galleria di base, il portale sud si trova a Ronco Bedretto. Quando era operativo era percorso da una ferrovia di cantiere con uno scartamento di 600 mm.

## Storia
Nel 1955 il comitato di iniziativa  "für eine Tunnelbahn Oberhasli-Goms-Bedrettotal" (per un tunnel ferroviario tra Oberhasli-Valle di Goms-Val Bedretto) annuncia l'intenzione di chiedere una concessione per collegare tra di loro i cantoni Berna, Vallese e Ticino. Era prevista una galleria da Oberwald a Ronco Bedretto. 
Nel 1960, il "Syndicat d'initiative pour le tunnel Oberwald-Realp" (Consorzio per il tunnel Oberwald-Realp) presenta il suo progetto di Galleria di base della Furka.
Nel 1965, uno studio della società Motor-Columbus sostiene che la costruzione di un accesso supplementare a metà tunnel di base non comporta alcun risparmio.
Nel 1968 un nuovo studio esamina l'eventualità della costruzione di un tunnel diretto da Ulrichen alla Val Bedretto. Nello studio viene per la prima volta evocata la possibilità di scavare una galleria a forma di Y.
Nel maggio 1970, il Dipartimento militare federale descrive la Finestra di Bedretto come militarmente non desiderabile, pur rinunciando a combatterla attivamente.
Nel giugno 1970 il Consiglio federale approva il progetto definitivo che comprende anche la Finestra di Bedretto che permetterebbe di risparmiare due milioni di franchi.
Nel giugno 1971, viene definitivamente approvata la Finestra di Bedretto i cui lavori di costruzione iniziano nel 1973.
All'apertura della Galleria di base della Furka la Finestra di Bedretto viene chiusa.

## Motivi per la costruzione
La Finestra di Bedretto è stata costruita per diversi motivi, ecco i principali:
- Vantaggi tecnici durante la costruzione.
- Riduzione dei rischi geologici.
- Aumentare la velocità di costruzione della Galleria di base della Furka.
- Possibilità di costruire una nuova linea in futuro.

I presunti benefici sono stati tuttavia realizzati solo in parte: malgrado la Finestra di Bedretto, i lavori nella costruzione del tunnel di base sono proceduti a rilento a causa della cattiva qualità dell'aria. Non è poi stato possibile realizzare alcun risparmio di tempo.
Da notare che malgrado il Dipartimento militare federale abbia pubblicamente criticato l'opera, è ancora largamente diffusa nell'opinione pubblica l'idea che la Finestra di Bedretto sia stata costruita per motivi militari.

## Presente
Anche se previsto fin dalla sua costruzione, finora tutti i progetti di riconversione della Finestra di Bedretto in "vero" tunnel ferroviario (con capolinea Airolo) non sono mai andati a buon fine.
Diversi studi sono stati realizzati sul suo possibile utilizzo, come ad esempio dal Canton Grigioni nel 2005, dai comuni dell'Alta Leventina nel 2006.
L'uso della Finestra di Bedretto è stato anche evocato in occasione della candidatura di Sion per i Giochi olimpici invernali del 2006.
Nel 2013, il Consiglio di Stato del Canton Ticino ha bocciato per motivi economici una richiesta di riattivare la Finestra di Bedretto.
Oggi il portale di Ronco Bedretto viene utilizzato come ricovero per una macchina agricola. Nel 2018 il politecnico di Zurigo ha annunciato l'intenzione di insediare un laboratorio all'interno del tunnel. Il laboratorio servirà a svolgere degli studi sulla geotermia e gli effetti sulla sismicità.

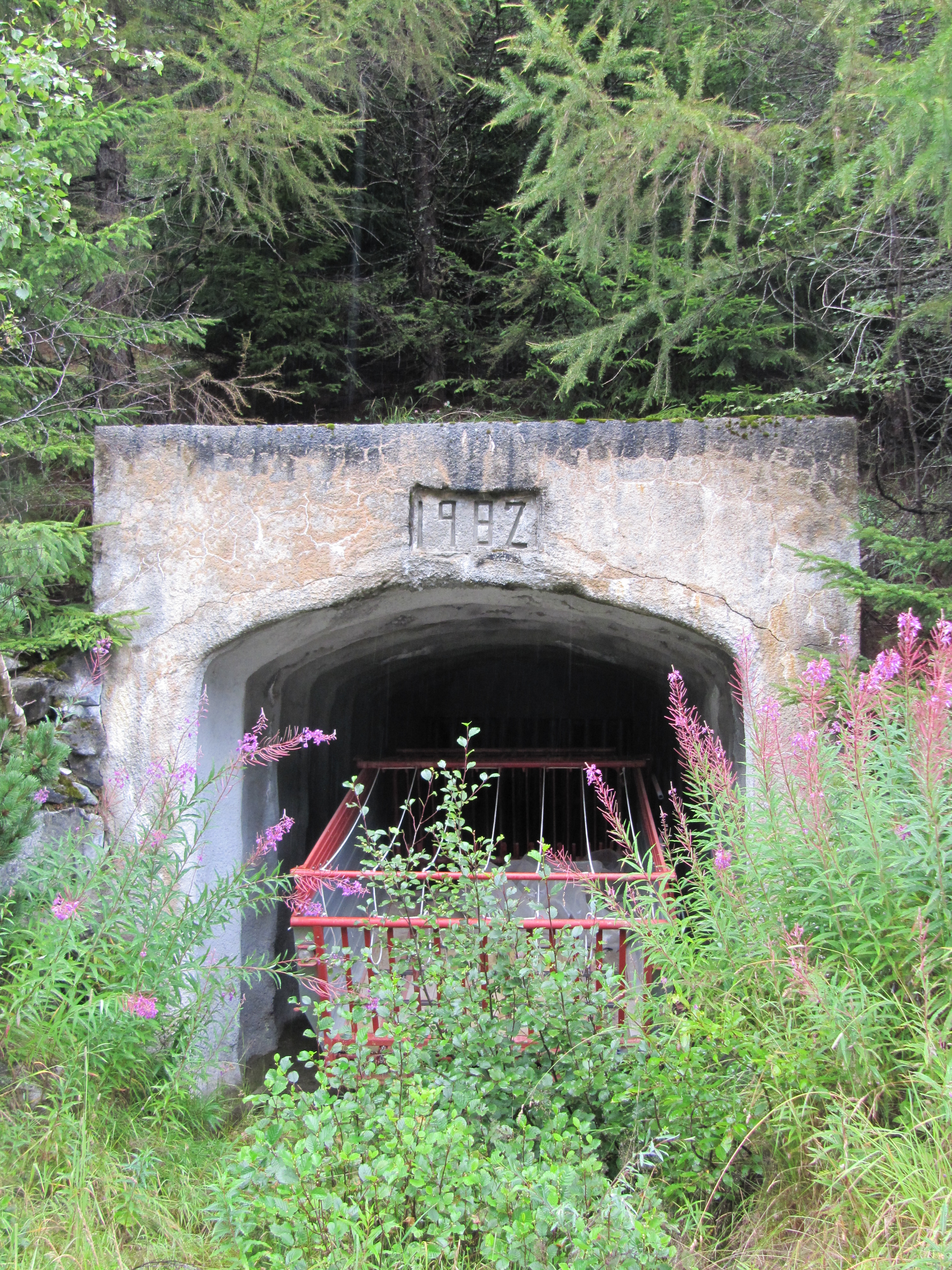
Portale di Ronco Bedretto
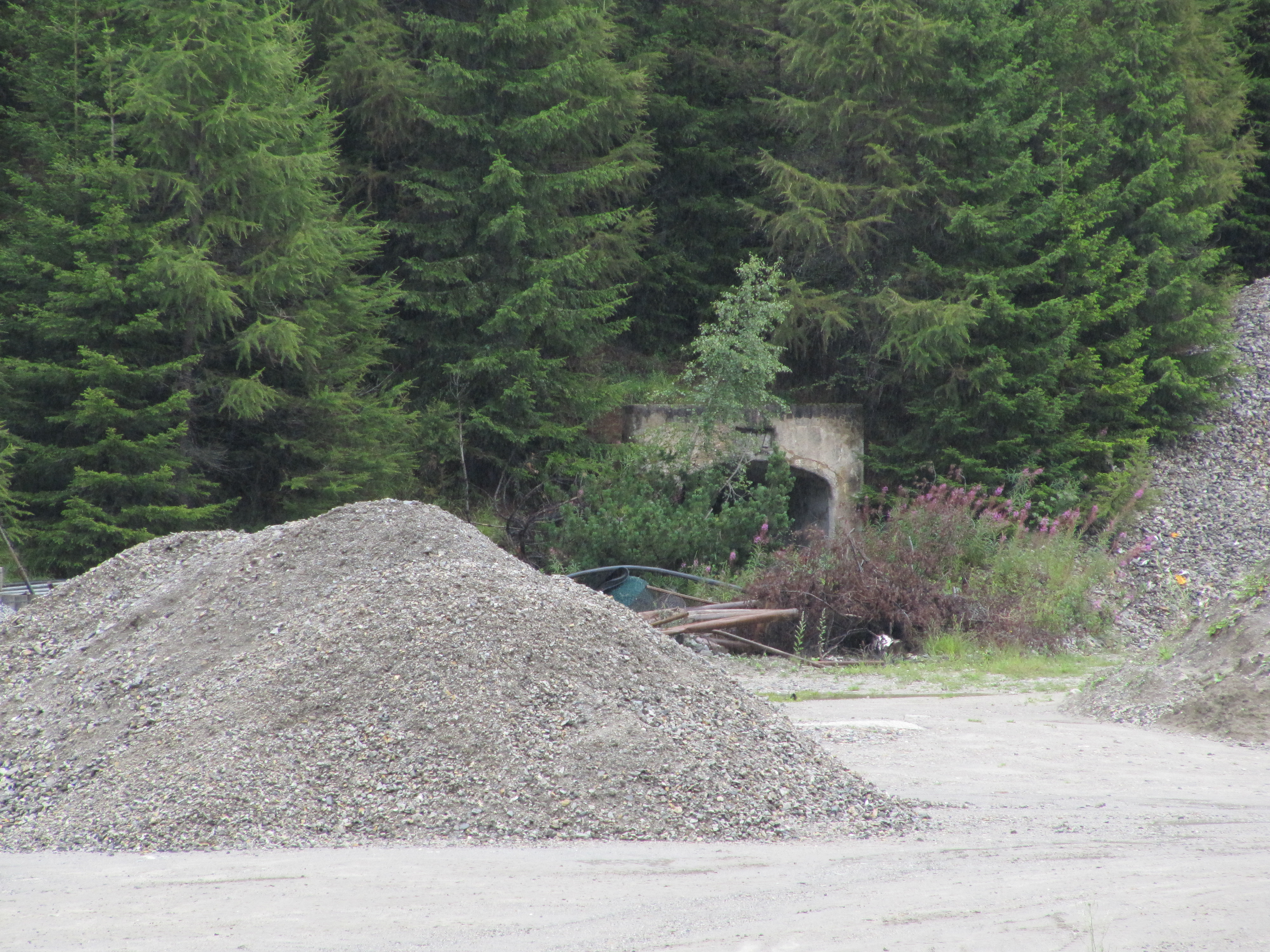
Portale di Ronco Bedretto